# Francisca Merino
Francisca Merino (née María Francisca Merino Garrido le 9 mai 1973 à Santiago), est une actrice et présentatrice de télévision chilienne.

## Télévision
| Émissions de télévision | Émissions de télévision      | Émissions de télévision                                                | Émissions de télévision |
| Année                   | Émission                     | Rôle                                                                   | Chaîne                  |
| ----------------------- | ---------------------------- | ---------------------------------------------------------------------- | ----------------------- |
| 2006                    | Gente como tú                | Animatrice                                                             | Chilevisión             |
| 2006-2014               | SQP                          | Commentatrice de spectacles                                            | Chilevisión             |
| 2009-2011               | Fiebre de Baile              | Animatrice backstage                                                   | Chilevisión             |
| 2012, 2014-2015         | Primer Plano                 | Animatrice remplacement (2012) Commentatrice de spectacles (2014-2015) | Chilevisión             |
| 2013                    | 54e Festival de Viña del Mar | Jury du concours                                                       | Chilevisión             |
| 2014                    | El elegido                   | Jury                                                                   | Chilevisión             |
| 2015                    | Bienvenidos                  | Commentatrice de spectacles                                            | Canal 13                |

### Sources
- (es) Cet article est partiellement ou en totalité issu de l’article de Wikipédia en espagnol intitulé « Francisca Merino » (voir la liste des auteurs).